# اینونکسکی
اینُونْکُسْکی (به فنلاندی: Enonkoski) یک منطقهٔ مسکونی در فنلاند است که در ساوونیای جنوبی واقع شده‌است.